# نوزاد (فیلم ۱۹۱۵)
نوزاد (انگلیسی: Baby) یک فیلم کمدی صامت کوتاه به کارگردانی هری مایرز است که در سال ۱۹۱۵ منتشر شد.

## بازیگران
- اولیور هاردی
- می هاتلی
- رزمری ثبی
- هری مایرز